# Гуртовівка
Гуртові́вка — село в Україні, у Коломацькій селищній громаді Богодухівського району Харківської області. Населення становить 96 осіб. До 2020 орган місцевого самоврядування — Різуненківська сільська рада.

## Географія
Село Гуртовівка розташоване на правому березі річка Коломак, вище за течією примикає до селища Коломак, нижче за течією на відстані 1 км розташоване село Вдовичине, на протилежному березі розташовані село Різуненкове та південна частина селища Коломак.

## Історія
12 червня 2020 року, розпорядженням Кабінету Міністрів України № 725-р «Про визначення адміністративних центрів та затвердження територій територіальних громад Харківської області», увійшло до складу Коломацької селищної громади.
19 липня 2020 року, в результаті адміністративно-територіальної реформи і ліквідації Коломацького району, село увійшло до складу Богодухівського району.

## Пам'ятка природи
Поруч зі селом розташована ботанічна пам'ятка природи місцевого значення «Гуртовівка». Це — низинний торф'яник, де зростає релікт льодовикового періоду — пухівка піхвова та інші рідкісні види.

## Відомі люди
- Малиш Іван Васильович (1923-2004) — український самодіяльний поет, самобутній художник та публіцист.